# John Box
John Box, nome completo  John Allan Hyatt Box (Londra, 27 gennaio 1920 – Londra, 7 marzo 2005), è stato uno scenografo britannico.
Nella sua carriera vinse quattro Oscar alla migliore scenografia: nel 1963 per Lawrence d'Arabia, nel 1966 per Il dottor Zivago, nel 1969 per Oliver! e nel 1972 per Nicola e Alessandra. Vinse, inoltre, tre BAFTA alla migliore scenografia: nel 1967 per Un uomo per tutte le stagioni, nel 1974 per Il grande Gatsby e nel 1975 per Rollerball.

## Filmografia

### Art director
- Il forestiero (The Million Pound Note), regia di Ronald Neame (1954)
- Giovani amanti (The Young Lovers), regia di Anthony Asquith (1954)
- Oro (A Prize of Gold), regia di Mark Robson (1955)
- Sopravvissuti: 2 (The Cockleshell Heroes), regia di José Ferrer (1955)
- Zarak Khan (Zarak), regia di Terence Young (1956)
- Come uccidere uno zio ricco (How to Murder a Rich Uncle), regia di Nigel Patrick e Max Varnel (1957)
- Missili umani (High Flight), regia di John Gilling (1957)
- Non c'è tempo per morire (No Time to Die), regia di Terence Young (1958)
- La locanda della sesta felicità (The Inn of the Sixth Happiness), regia di Mark Robson (1958)
- Left Right and Centre, regia di Sidney Gilliat (1959)
- Il nostro agente all'Avana (Our Man in Havana), regia di Carol Reed (1959)
- Un alibi (troppo) perfetto (Two Way Stretch), regia di Robert Day (1960)
- Il mondo di Suzie Wong (The World of Suzie Wong), regia di Richard Quine (1960)

### Production designer
- The Gamma People, regia di John Gilling (1956)
- Lawrence d'Arabia (Lawrence of Arabia), regia di David Lean (1962)
- The Wild Affair, regia di John Krish (1963)
- Schiavo d'amore (Of Human Bondage), regia di Ken Hughes e Bryan Forbes (1964)
- Il dottor Živago (Doctor Zhivago), regia di David Lean (1965)
- Un uomo per tutte le stagioni (A Man for All Seasons), regia di Fred Zinnemann (1966)
- Oliver!, regia di Carol Reed (1968)
- Nicola e Alessandra (Nicholas and Alexandra), regia di Franklin J. Schaffner (1971)
- In viaggio con la zia (Travels with My Aunt), regia di George Cukor (1972)
- Il grande Gatsby (The Great Gatsby), regia di Jack Clayton (1974)
- Rollerball, regia di Norman Jewison (1975)
- Il salario della paura (Sorcerer), regia di William Friedkin (1977)
- La fortezza (The Keep), regia di Michael Mann (1983)
- Passaggio in India (A Passage to India), regia di David Lean (1984)
- Come una donna (Just like a Woman), regia di Christopher Monger (1992)
- Black Beauty, regia di Caroline Thompson (1994)
- Il primo cavaliere (First Knight), regia di Jerry Zucker (1995)